# Бої за Донецький аеропорт (значення)

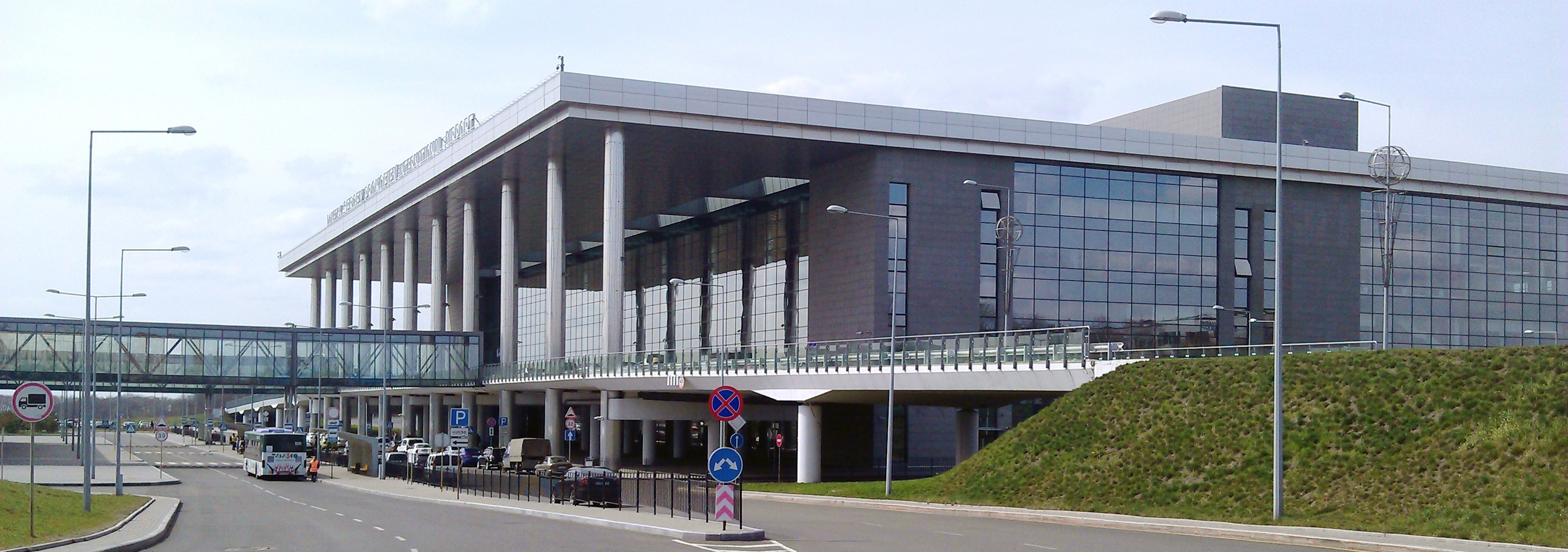
Донецький аеропорт до початку бойових дій, до травня (2014) року

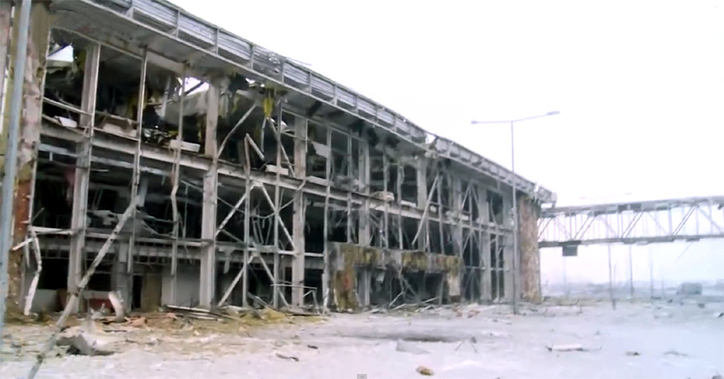
Руїни терміналу, січень 2015

Битва за Донецький аеропорт — збройне протистояння між українським військом та українськими добровольцями з одного боку та проросійськими терористичними збройними угрупованнями з іншого за встановлення контролю над летовищем Донецького міжнародного аеропорту, яке має стратегічне значення. Після зруйнування старого і нового терміналів аеропорту (оборона яких тривала 242 дні) українська армія та добровольці утримують оборону інших будівель летовища, а також контролюють навколишні села.
Битва відбулась в два етапи:
- Бій за Донецький аеропорт 26 травня 2014[1];
- Бої за Донецький аеропорт з вересня 2014 року[2].

26 травня 2014 року збройні місцеві бойовики ДНР і російські найманці увійшли на територію Донецького міжнародного аеропорту. Почалися бої за ДАП.

## Початок боїв
У ніч на 26 травня 2014 року група проросійських сепаратистів з другої спроби зайняла частину будівель аеропорту, який призупинив авіасполучення ще 6 травня. Бойовики вимагали від українських військових в старому терміналі скласти зброю і здатися. Почався бій[джерело?].
26 травня підрозділи армійського спецназу за підтримки бойової авіації завдали удару по терористах, які намагалися взяти під контроль міжнародний аеропорт Донецька. В термінали висадився десант спецназівців. Третина батальйону «Схід »була знищена силами АТО — це понад 100 терористів. Ще частину розстріляли самі бойовики — сплутали їх з українськими військовими.

## Захисники ДАП
Донецький аеропорт 242 дні утримували 831-ша бригада тактичної авіації, 95-та десантно-штурмова бригада, 81-ша окрема аеромобільна бригада, 80-та окрема десантно-штурмова бригада, 79-та окрема десантно-штурмова бригада, 703-й окремий Вінницький полк оперативного забезпечення, 93-тя окрема механізована бригада «Холодний Яр», 91-й окремий полк оперативного забезпечення Збройних сил України, 74-й окремий розвідувальний батальйон, 8-й і 1-й окремі полки спеціального призначення та 1-ша окрема танкова Сіверська бригада,зведенний загін Повітряних Сил.Важливу роль в обороні зіграли добровольці Добровольчого Українського корпусу «Правий сектор» і батальйон «ОУН». Командували обороною в різний час полковник Ігор Гордійчук, полковник Олег Мікац та старший лейтенант Іван Зубков. Пізніше українських військових, які тримають оборону, бойовики самі назвуть «кіборгами». Так намагалися пояснити причину, що не могли зламати запеклий опір захисників аеропорту.
Український військовим протистояли збройні сили РФ, російські найманці — «кадировці». Також незаконні збройні формування місцевих терористів — «Схід», «Кальміус», «Оплот», «Спарта», «Сомалі» під командуванням бойовиків Олександра Ходаковського, Арсена Павлова («Моторола») і Михайла Толстих («Гіві»).

## Штурм ДАП

Фільм 2017 року «Кіборги»

Після першого великого бою в травні, активні бої почалися після укладення Мінських угод у вересні 2014 року.
Великий штурм російські найманців готували 1 жовтня 2014 року. Українські десантники відбили напад терористів, вбили 7 з них, близько 10 отримали поранення. 2 листопада 2014 року військові повністю зачистили одне з приміщень нового терміналу — на другому поверсі раніше були бойовики. Після цього зведені підрозділи десантників і розвідників, підняли над аеропортом 3 українських прапори, це вони зробили під постійним обстрілом з важкої артилерії і БМ-21 «Град».
1 січня 2015 року бойовики зі штурмом намагалися прорватися в новий термінал, але після запеклого кількагодинного бою з втратами були відкинуті назад. 13 січня 2015 року, після декількох місяців обстрілів, була зруйнована диспетчерська вежа, над якою солдати підняли український прапор.
20-21 січня 2015 року почали з'являтися повідомлення про вбитих і полонених «кіборгів». У російських ЗМІ з'явилися сюжети про захоплених українських бійців. 22 січня 2015 року 20 бійців вийшли з боями з території терміналів, оскільки їх позиції були зруйновані і прострілювалися прямою наводкою. 16 солдатів в ході бою отримали поранення і потрапили в полон терористів.

## Втрати
За підрахунками військового експерта Олександра Кривоносова за весь період перебування українських військових в Донецькому Аеропорту загинуло 100 осіб, поранено — близько 440. Терористи втратили 800 чоловік загиблими і близько 2000 пораненими.

## Наслідки
Після зруйнування старого і нового терміналів аеропорту українська армія і добровольці утримують оборону, а також контролюють навколишні села.

## Вшанування пам'яті
Про бої в Донецькому аеропорту і про його захисників Леонід Кантер і Іван Ясній створили повнометражний документальний фільм «Добровольці Божої чоти». Прем'єра фільму відбулася 31 січня 2015 року в Київському кінотеатрі «Кінопанорама». На прем'єру приїхали майже всі герої фільму, покинувши бойові позиції лише на одну добу.
6 грудня 2017 року відбулася прем'єра в Україні повнометражного фільму «Кіборги» режисера Ахтема Сеітаблаєва.